# Ne hagyj el! (telenovella)
A Ne hagyj el! (eredeti címén A que no me dejas) 2015 és 2016 között vetített mexikói telenovella, amelyet Eric Vonn és Liliana Abud alkotott. A főbb szerepekben Camila Sodi, Osvaldo Benavides, Leticia Calderón, Arturo Peniche, Alfredo Adame, Cecilia Gabriela, Alejandra Barros, Erika Buenfil és César Évora látható.
Mexikóban a Las Estrellas mutatta be 2015. július 27-én. Magyarországon a Story5 tűzte műsorára 2016. február 15-én.

## Történet
Ebben a szívszorító történetben a hatalom, az irigység, az önzés és a birtoklás vágya tragikusan befolyásolja Paulina és Adrián egymás iránt érzett mély szerelmét. De harcolni fognak a szerelmükért, még akkor is, ha ez az életükbe kerülhet. Paulina Gonzalo Murat, egy gazdag üzletember lánya, akinek nem tetszik, hogy Paulina Adriánnal jár, szerinte a lánya jobbat érdemel. Paulina és Adrián kapcsolatát nem csak a lány kettős életet élő apja, hanem az Adriánra szemet vető, irigy nővére, Nuria és Adrián rögeszmés testvére, Julieta is akadályozzák.

## Szereplők
| Szerepnév                              | Színész                      | Magyar hang                                     |
| -------------------------------------- | ---------------------------- | ----------------------------------------------- |
| Paulina Murat / Valentina Olmedo       | Camila Sodi                  | Szabó Luca                                      |
| Adrián Olmedo                          | Osvaldo Benavides            | Markovics Tamás                                 |
| Inés Urrutia de Murat                  | Leticia Calderón             | Orosz Anna                                      |
| Gonzalo Murat                          | Arturo Peniche               | Forró István                                    |
| Alfonso Fonseca                        | Alfredo Adame                | Forgács Gábor                                   |
| Raquel Herrera de Fonseca              | Cecilia Gabriela             | Náray Erika                                     |
| Julieta Olmedo                         | Alejandra Barros             | Csondor Kata (1. évad) Czirják Csilla (2. évad) |
| Angélica Medina                        | Erika Buenfil                | Csere Ágnes                                     |
| Osvaldo Terán                          | César Évora                  | Borbiczki Ferenc                                |
| Nuria Murat Urrutia                    | Laura Carmine                | Farkasházi Réka                                 |
| Mónica Greepe Villar                   | Lisset                       | F. Nagy Erika                                   |
| Camilo Fonseca Herrera                 | Alfonso Dosal                | Szalay Csongor                                  |
| Édgar Almonte Ezquerro                 | Odiseo Bichir                | Konrád Antal                                    |
| Micaela "Mica" López                   | Socorro Bonilla              | Andresz Kati                                    |
| Jaime Córdova                          | Moisés Arizmendi             | Tokaji Csaba                                    |
| Leonel Madrigal                        | Salvador Zerboni             | Damu Roland                                     |
| Beto López                             | Luis Fernando Peña           | Renácz Zoltán                                   |
| Consuelo "Chelo" Pérez                 | Gabriela Zamora              | Gulás Fanni                                     |
| Karen Rangel                           | Florencia de Saracho         | Dögei Éva                                       |
| Darío Córdova                          | Ernesto D'Alessio            | Harcsik Róbert                                  |
| Ileana Olvera                          | Martha Julia                 | Zakariás Éva                                    |
| Maite Alvarado                         | Maya Mishalska               | Nádasi Veronika                                 |
| Mauricio "Mau" Fonseca Murat           | Diego Escalona (fiatalon)    | Pál Dániel Máté                                 |
| Mauricio "Mau" Fonseca Murat           | Ignacio Casano               | Előd Álmos                                      |
| René Murat Greepe                      | Fede Porras (fiatalon)       | Ács Balázs                                      |
| René Murat Greepe                      | Brandon Peniche              | Makray Gábor                                    |
| Alan Murat Greepe                      | Santiago Emiliano (fiatalon) | Vida Bálint                                     |
| Alan Murat Greepe                      | Juan Pablo Gil               | Joó Gábor                                       |
| Fernanda Ricart                        | Ela Velden                   | Dobó Enikő                                      |
| Clemente Ricart                        | David Ostrosky               | Koncz István                                    |
| Alexis Zavala                          | Lenny de la Rosa             | Czető Roland                                    |
| Tobías López                           | Adriano Zendejas             | Nikas Dániel                                    |
| Carolina Olvera                        | Jade Fraser                  | Kardos Eszter                                   |
| Félix                                  | Jorge Gallegos               | György-Rózsa Sándor                             |
| Silvia Larios                          | Maricruz Nájera              | Andai Katalin                                   |
| Elisa Villar Vda. de Greepe            | Maribel Lancioni             | Molnár Zsuzsa                                   |
| Gisela Santos                          | Adanely Núñez                | Bogdányi Titanilla                              |
| Odette Córdova                         | Eva Cedeño                   | Köves Dóra                                      |
| Olga                                   | Abril Onyl                   | Laurinyecz Réka                                 |
| Flavio Maccari                         | Jonnathan Kuri               | Pál Tamás                                       |
| Dr. Gastón Mijares                     | Juan Colucho                 | Varga Rókus                                     |
| Julio                                  | Sergio Zaldívar              | Németh Attila István                            |
| Ariel                                  | Marcus Ornellas              | Molnár Kristóf                                  |
| Joel                                   | Fernando Orozco              | Kövesdi László                                  |
| Fabricio Córdova                       | Jaime de Lara                | Baradlay Viktor                                 |
| Adriana Olmedo                         | Natalia Ortega               | Pekár Adrienn                                   |
| Almudena Zavala                        | Daniela Cordero              | Czető Zsanett                                   |
| Triana                                 | Estrella Martín              | Kis-Kovács Luca                                 |
| Débora Moreira                         | Tania Riquenes               | Sipos Eszter Anna                               |
| Remedios                               | Sara Nieto                   | Madarász Éva                                    |
| Renato Salsedo                         | Gabriel de Cervantes         | Dolmány Attila                                  |
| Valentina Olmedo Murat (6 éves)        | Paola Real                   | Vida Sára                                       |
| Mauricio "Mau" Fonseca Murat (12 éves) | Adrián Escalona              | Borbíró András                                  |
| Eulate Morales                         | Óscar Álvarez                | Haagen Imre                                     |
| Rutilio                                | Roberto Ruy                  | Végh Ferenc                                     |
| Főnővér                                | Karenn Encinas               | Kapu Hajnalka                                   |
| Leonel anyja                           | Rocío Yaber                  | Koffler Gizi                                    |
| Malena Villar                          | Amparo Garrido               | Menszátor Magdolna                              |